# Albumy numer jeden w roku 2020 (Japonia)
Notowanie Weekly Album Chart (jap. 週間アルバムランキング Shūkan Arubamu Chāto) przedstawia najlepiej sprzedające się albumy w Japonii. Publikowane jest ono przez magazyn Oricon Style, a dane skompletowane zostały przez Oricon w oparciu o cotygodniowe wyniki sprzedaży fizycznej albumów. Poniżej znajdują się tabele prezentujące najpopularniejsze albumy w danych tygodniach w roku 2020.
Notowanie Billboard Japan Hot Albums publikowane jest przez magazyn Billboard, a dane kompletowane są w oparciu o sprzedaż albumów (fizyczną i cyfrową) oraz dane pochodzące z Gracenote – ile razy dana płyta została włożona do komputera.

## Oricon Weekly Album Chart
| Data            | Album | Wykonawca            | Źródło |
| --------------- | --- | -------------------- | ------ |
| 6 stycznia      | Buster Bros!!! -Before The 2nd D.R.B-                                                                                           | Buster Bros!!!       | [ 1 ]  |
| 13 stycznia     | 20200101 | Shingo Katori        | [ 2 ]  |
| 20 stycznia     | Go with the Flow | Takuya Kimura        | [ 3 ]  |
| 27 stycznia     | CEREMONY | King Gnu             | [ 4 ]  |
| 3 lutego        | THE DREAM | NCT Dream            | [ 5 ]  |
| 10 lutego       | MAD TRIGGER CREW -Before The 2nd D.R.B-                                                                                         | Mad Trigger Crew     | [ 6 ]  |
| 17 lutego       | POP×STEP!? | Sexy Zone            | [ 7 ]  |
| 24 lutego       | BRIGHT NEW WORLD | Little Glee Monster  | [ 8 ]  |
| 2 marca         | AAA 15th Anniversary All Time Best -thanx AAA lot-                                                                              | AAA                  | [ 9 ]  |
| 9 marca         | MAP OF THE SOUL: 7 | BTS                  | [ 10 ] |
| 16 marca        | STORY | NEWS                 | [ 11 ] |
| 23 marca        | REVIEW II -BEST OF GLAY- | Glay                 | [ 12 ] |
| 30 marca        | W trouble | Johnny’s West        | [ 13 ] |
| 6 kwietnia      | To-y2 | Kis-My-Ft2           | [ 14 ] |
| 13 kwietnia     | MAN WITH A "B-SIDES & COVERS" MISSION                                                                                           | Man with a Mission   | [ 15 ] |
| 20 kwietnia     | YOUR STORY | Juju                 | [ 16 ] |
| 27 kwietnia     | Maximum Huavo | Inaba/Salas          | [ 17 ] |
| 4 maja          | OUR BEST | Jin Akanishi         | [ 18 ] |
| 11 maja         | SUCK MY WORLD | The Oral Cigarettes  | [ 19 ] |
| 18 maja         | YOUR STORY | Juju                 | [ 20 ] |
| 25 maja         | MAN WITH A „REMIX” MISSION | Man with a Mission   | [ 21 ] |
| 1 czerwca       | THE DREAM CHAPTER: ETERNITY | TXT                  | [ 22 ] |
| 8 czerwca       | BanG Dream! Girls Band Party! Cover Collection Vol.4 (jap. バンドリ! ガールズバンドパーティ! カバーコレクション Vol.4)          | Różni artyści        | [ 23 ] |
| 15 czerwca      | eyes | milet                | [ 24 ] |
| 22 czerwca      | MORE & MORE | Twice                | [ 25 ] |
| 29 czerwca      | LOVE FADERS | Endrecheri           | [ 26 ] |
| 6 lipca         | Heng:garæ | Seventeen            | [ 27 ] |
| 13 lipca        | Heng:garæ | Seventeen            | [ 28 ] |
| 20 lipca        | FOR LiVE -BiSH BEST- | BiSH                 | [ 29 ] |
| 27 lipca        | MAP OF THE SOUL: 7 ~THE JOURNEY~                                                                                                | BTS                  | [ 30 ] |
| 3 sierpnia      | LETTERS | BiSH                 | [ 31 ] |
| 10 sierpnia     | Love Covers II | Kim Jae-joong        | [ 32 ] |
| 17 sierpnia     | STRAY SHEEP | Kenshi Yonezu        | [ 33 ] |
| 24 sierpnia     | STRAY SHEEP | Kenshi Yonezu        | [ 34 ] |
| 31 sierpnia     | STRAY SHEEP | Kenshi Yonezu        | [ 35 ] |
| 7 września      | STRAY SHEEP | Kenshi Yonezu        | [ 36 ] |
| 14 września     | L& | King & Prince        | [ 37 ] |
| 21 września     | 24H | Seventeen            | [ 38 ] |
| 28 września     | ＃TWICE3 | Twice                | [ 39 ] |
| 5 października  | Hinatazaka (jap. ひなたざか) | Hinatazaka46         | [ 40 ] |
| 12 października | You need the Tank-top | Yabai T-Shirts Yasan | [ 41 ] |
| 19 października | Eien yori nagai isshun ~Ano koro, tashika ni sonzaishita watashitachi~ (jap. 永遠より長い一瞬 〜あの頃、確かに存在した私たち〜) | Keyakizaka46         | [ 42 ] |
| 26 października | LEO-NiNE | LiSA                 | [ 43 ] |
| 2 listopada     | Twelve | IZ*ONE               | [ 44 ] |
| 9 listopada     | Minisode1: Blue Hour | TXT                  | [ 45 ] |
| 16 listopada    | This Is Arashi (jap. This is 嵐)                                                                                                | Arashi               | [ 46 ] |
| 23 listopada    | Strawberry Prince | Strawberry Prince    | [ 47 ] |
| 30 listopada    | ROMANCE | Hiroji Miyamoto      | [ 48 ] |
| 7 grudnia       | BE [Deluxe Edition] | BTS                  | [ 49 ] |
| 14 grudnia      | SOUNDTRACKS | Mr. Children         | [ 50 ] |
| 21 grudnia      | AKIRA | Masaharu Fukuyama    | [ 51 ] |
| 28 grudnia      | Fab! -Music speaks.- | Hey! Say! JUMP       | [ 52 ] |

## BillboardJapan Hot Albums
| Data            | Album | Wykonawca            | Źródło  |
| --------------- | --- | -------------------- | ------- |
| 6 stycznia      | Buster Bros!!! -Before The 2nd D.R.B-                                                                                           | Buster Bros!!!       | [ 53 ]  |
| 13 stycznia     | 20200101 | Shingo Katori        | [ 54 ]  |
| 20 stycznia     | Go with the Flow | Takuya Kimura        | [ 55 ]  |
| 27 stycznia     | CEREMONY | King Gnu             | [ 56 ]  |
| 3 lutego        | CEREMONY | King Gnu             | [ 57 ]  |
| 10 lutego       | MAD TRIGGER CREW -Before The 2nd D.R.B-                                                                                         | Mad Trigger Crew     | [ 58 ]  |
| 17 lutego       | POP×STEP!? | Sexy Zone            | [ 59 ]  |
| 24 lutego       | BRIGHT NEW WORLD | Little Glee Monster  | [ 60 ]  |
| 2 marca         | AAA 15th Anniversary All Time Best -thanx AAA lot-                                                                              | AAA                  | [ 61 ]  |
| 9 marca         | MAP OF THE SOUL: 7 | BTS                  | [ 62 ]  |
| 16 marca        | STORY | NEWS                 | [ 63 ]  |
| 23 marca        | REVIEW II -BEST OF GLAY- | Glay                 | [ 64 ]  |
| 30 marca        | W trouble | Johnny’s West        | [ 65 ]  |
| 6 kwietnia      | To-y2 | Kis-My-Ft2           | [ 66 ]  |
| 13 kwietnia     | MAN WITH A "B-SIDES & COVERS" MISSION                                                                                           | Man with a Mission   | [ 67 ]  |
| 20 kwietnia     | YOUR STORY | Juju                 | [ 68 ]  |
| 27 kwietnia     | Maximum Huavo | Inaba/Salas          | [ 69 ]  |
| 4 maja          | OUR BEST | Jin Akanishi         | [ 70 ]  |
| 11 maja         | SUCK MY WORLD | The Oral Cigarettes  | [ 71 ]  |
| 18 maja         | YOUR STORY | Juju                 | [ 72 ]  |
| 25 maja         | Synesthesia (jap. シナスタジア)                                                                                                 | Rain Drops           | [ 73 ]  |
| 1 czerwca       | HELP EVER HURT NEVER | Kaze Fujii           | [ 74 ]  |
| 8 czerwca       | BanG Dream! Girls Band Party! Cover Collection Vol.4 (jap. バンドリ! ガールズバンドパーティ! カバーコレクション Vol.4)          | Różni artyści        | [ 75 ]  |
| 15 czerwca      | eyes | milet                | [ 76 ]  |
| 22 czerwca      | eyes | milet                | [ 77 ]  |
| 29 czerwca      | LOVE FADERS | Endrecheri           | [ 78 ]  |
| 6 lipca         | Breakthrough! | Poppin'Party         | [ 79 ]  |
| 13 lipca        | Make you happy | NiziU                | [ 80 ]  |
| 20 lipca        | 5 | Mrs. Green Apple     | [ 81 ]  |
| 27 lipca        | MAP OF THE SOUL: 7 ~THE JOURNEY~                                                                                                | BTS                  | [ 82 ]  |
| 3 sierpnia      | LETTERS | BiSH                 | [ 83 ]  |
| 10 sierpnia     | Tōsaku (jap. 盗作) | Yorushika            | [ 84 ]  |
| 17 sierpnia     | STRAY SHEEP | Kenshi Yonezu        | [ 85 ]  |
| 24 sierpnia     | STRAY SHEEP | Kenshi Yonezu        | [ 86 ]  |
| 31 sierpnia     | STRAY SHEEP | Kenshi Yonezu        | [ 87 ]  |
| 7 września      | STRAY SHEEP | Kenshi Yonezu        | [ 88 ]  |
| 14 września     | L& | King & Prince        | [ 89 ]  |
| 21 września     | 24H | Seventeen            | [ 90 ]  |
| 28 września     | ＃TWICE3 | Twice                | [ 91 ]  |
| 5 października  | Hinatazaka (jap. ひなたざか) | Hinatazaka46         | [ 92 ]  |
| 12 października | You need the Tank-top | Yabai T-Shirts Yasan | [ 93 ]  |
| 19 października | Eien yori nagai isshun ~Ano koro, tashika ni sonzaishita watashitachi~ (jap. 永遠より長い一瞬 〜あの頃、確かに存在した私たち〜) | Keyakizaka46         | [ 94 ]  |
| 26 października | LEO-NiNE | LiSA                 | [ 95 ]  |
| 2 listopada     | Twelve | IZ*ONE               | [ 96 ]  |
| 9 listopada     | Shinkoiwa (jap. 新小岩) | Zorn                 | [ 97 ]  |
| 16 listopada    | This Is Arashi (jap. This is 嵐)                                                                                                | Arashi               | [ 98 ]  |
| 23 listopada    | Strawberry Prince | Strawberry Prince    | [ 99 ]  |
| 30 listopada    | ROMANCE | Hiroji Miyamoto      | [ 100 ] |
| 7 grudnia       | BE | BTS                  | [ 101 ] |
| 14 grudnia      | SOUNDTRACKS | Mr. Children         | [ 102 ] |
| 21 grudnia      | AKIRA | Masaharu Fukuyama    | [ 103 ] |
| 28 grudnia      | Fab! -Music speaks.- | Hey! Say! JUMP       | [ 104 ] |